# 바실리 칼리니코프

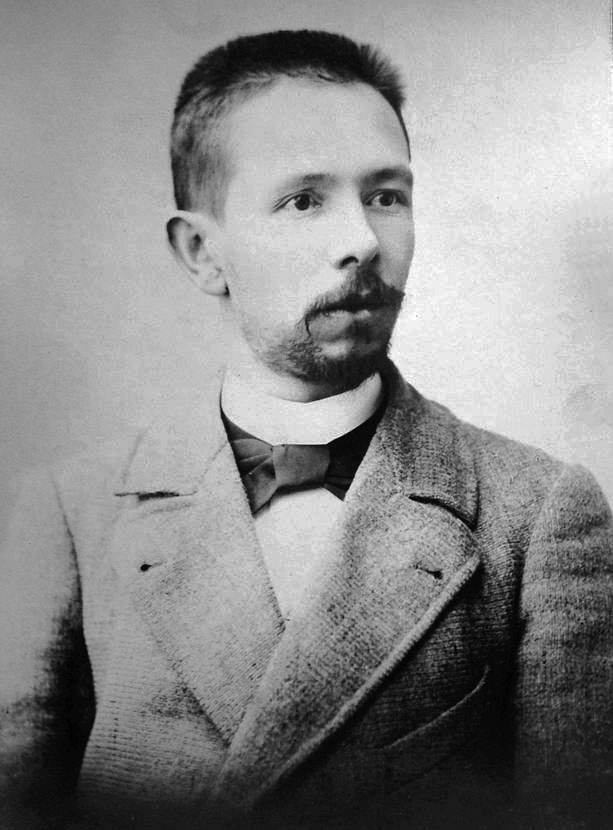
바실리 칼리니코프

바실리 세르게예비치 칼리니코프(러시아어: Васи́лий Серге́евич Кали́нников, 1866년 1월 13일 ~ 1901년 1월 11일)는 러시아의 작곡가이다.

## 생애
1866년 6월 13일에 오룔 현의 보인이라는 마을에서 하급관리의 아들로 태어나, 그 무렵의 많은 음악가들과는 달리 어려운 환경 속에서 자라났다. 그 지방에 있는 신학교 합창단에 참가하고, 14세 때에 합창단을 맡아 지도하였다. 1884년, 신학교의 4년과정을 마치자 고생해서 모은 돈으로 모스크바 음악원에 입학하였으나, 1년 간 배운 뒤 필하모니의 학교로 옮겨가 그리고리고리에프 같은 우수한 스승의 지도를 받을 수가 있었다. 장학금을 타기 위하여 작곡반의 공부와 함께 바순 공부를 함께 하였다. 이는 관현악단에 들어가 학비를 버는 수단이 되기도 하였다. 무리한 공부와 노동으로 결핵에 걸렸으나, 1892년 학교를 마치자 마루이 극장의 지휘자 채용시험을 치렀다. 그 심사위원에 차이콥스키가 있었는데, 젊은 작곡가의 스코어(總譜)를 보고 차이콥스키는 그를 격려하였다. 1895년에 교향곡 1번 사단조 썼는데, 이 작품은 외국에서도 주목을 끌었다. 이어서 1897년에 교향곡 2번 가장조를 작곡하였고, 그 다음해에는 하인리히 하이네의 작품에 의거한 교향시 《삼나무와 종려나무》를 작곡했다. 그리고 마루이 극장의 주문으로 알렉세이 톨스토이(1817~75)의 사극 《황제 보리스》의 음악을 작곡하였다(1899년 1월 상연). 결핵에 걸려서도 마몬토프 가극장을 위해 가극 《1812년》을 썼고(미완성), 1901년 1월 11일, 35세의 젊은 나이로 별세하였다.

## 주요 작품

### 관현악곡
- 정령들(1889)
- 현악 세레나데 사장조(1891)
- 모음곡 나장조(1891~92)
- 빌리나(1892년경)
- 서곡 라단조(1894)
- 교향곡 1번 사단조(1894~95)
- 교향곡 2번 가장조(1895~97)
- 간주곡 1번 올림 바장조(1896)
- 간주곡 2번 사장조(1897)
- 삼나무와 종려나무(1897~98)
- 차르 보리스(1898)

### 피아노곡
- 스케르초 바장조(1888~89)
- 슬픈 노래 사단조(1892~93)
- 야상곡 올림 바단조(1892~93)
- 엘레지 내림 나단조(1894)
- 미뉴에트 마장조(1894)
- 러시아 간주곡 바단조(1894)

### 가곡
- 오래된 봉분에서(1887)
- 16개의 음악 편지(1892~99)
- 빛나는 별들(1894)
- 옛날 왕이 있어서(1894)
- 종들(1900)
- 기도(1900)
- 내가 왜 생각에 잠겨 웃는지 묻지 않는다(1901)

### 합창
- 케루빅 찬송가 1번(1885)
- 케루빅 찬송가 2번(1886)
- 산꼭대기(1887)
- 다마스쿠스의 요하네스(1890)
- 바닷가에 앉은 아름다운 소녀(1894)